# Familia FitzGerald

Irlanda en 1450, mostrando los condados Geraldinos de Kildare y Desmond

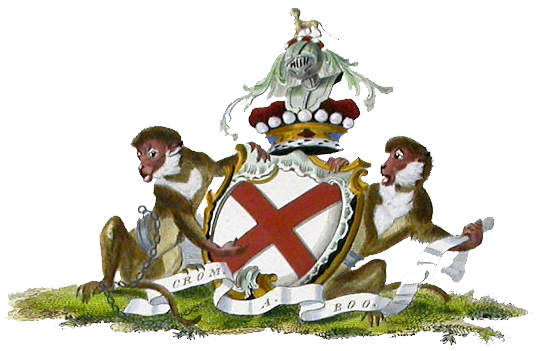
Armas de los Fitzgerald de Kildare, Vizcondes de Leinster, por Charles Catton (1790)

La familia Fitzgerald / FitzMaurice (en irlandés: Ríshliocht Mhic Gearailt o Clann Gearailt) es una dinastía real y aristocrática cambro-normanda y anglonormanda, y más tarde hiberno-normanda. Han sido nobles de Irlanda desde al menos el siglo XIII, y los Anales de los Cuatro Maestros los describen como más irlandeses que los irlandeses o Galls, debido a su asimilación a la nobleza nativa y a la cultura popular gaélica. La dinastía también se ha llamado los Geraldines. Consiguieron poder gracias a la conquista de grandes regiones del territorio irlandés por los nietos (los Fitzmaurice) de Gerardo FitzWalter de Windsor (c. 1075 – 1135), un castellano normando de Gales que es el progenitor masculino de la dinastía (fitz, del anglonormando fils, significa «hijo de» Gerardo).
La esposa galesa de Gerardo, Nest ferch Rhys (c. 1085 – antes de 1136), hija de Rhys ap Tewdwr, último Rey de Deheubarth, es la progenitora femenina de los Fitzgerald y Fitzmaurice, quienes a través de ella, en tanto descendientes de los príncipes galeses de Deheubarth, reivindican ser parientes de los Tudor (Tewdwrs), descendientes de la misma dinastía real galesa.
En su poesía, Enrique Howard, conde de Surrey, se refiere a Isabel Fitzgerald (1527–89) como la «Hermosa Geraldine».
Las ramas principales de la familia son: 
- Los Fitzmaurice y Fitzgerald de Kildare (condes de Kildare desde 1316, más tarde marqueses de Kildare y duques de Leinster y Grandes Nobles de Irlanda desde 1766). Maurice Fitzgerald , 9.º duque de Leinster, es el patriarca actual de la familia.
- Los Fitzmaurice y Fitzgerald de Desmond (barones Desmond, más tarde condes de Desmond).

El progenitor de los Fitzmaurice irlandeses fue un señor de las Marcas cambro-Normando, Mauricio FitzGerald, señor de Lanstephan, hijo menor de Gerardo FitzWalter de Windsor y de su mujer Nest ferch Rhys de la Casa de Dinefwr. El señor de Lanstephan y sus hijos, los Fitzmaurice, tuvieron un papel importante en la conquista normanda de Irlanda de 1169.
La dinastía Fitzgerald ha tenido un rol importante en la historia irlandesa. Gearóid Mór, VIII conde de Kildare, y su hijo Gearóid Óg, IX conde de Kildare, fueron lores diputados de Irlanda a finales del siglo XV y comienzos del XVI, respectivamente. Tomás Fitzgerald, X conde de Kildare (m. 1537), conocido como «Silken Thomas», dirigió una fallida insurrección en Irlanda, mientras que Lord Edward FitzGerald (1763–1798), quinto hijo del primer duque de Leinster, fue una figura principal de la rebelión de 1798. La sede actual del Parlamento irlandés, Dáil Éireann, está ubicada en la Leinster House, construida en 1745–48 por el duque James Fitzgerald como palacio de los duques de Leinster.
Un ejemplo de que los miembros de la dinastía se hicieron más irlandeses que los irlandeses se encuentra en Gerardo Fitzgerald, III conde de Desmond (1335–1398), también conocido en irlandés gaélico como Gearóid Iarla (conde Gerardo). A pesar de ser Gran Justicia de Irlanda en 1367, escribió poesía en lengua irlandesa, entre la que destaca el poema Mairg adeir olc ris na mnáibh («No hables mal de las mujeres»). De hecho, a pesar de ser un poeta consumado en francés normando, fue fundamental para que los Fitzmaurice y Fitzgerald de Desmond adoptaran un mayor uso de la lengua irlandesa.

## Etimología
El apellido Fitzgerald proviene de la tradición normanda de añadir fitz, «hijo», antes del nombre del padre. Fitz Gerald significa en normando y en francés antiguos «hijo de Gerardo». Gerardo en sí es un compuesto germánico de ger, «lanza», y waltan, «mando». Entre las diferentes ortografías del apellido se puede encontrar Fitz-Gerald y el moderno Fitzgerald, o también Fitz Gerald.

## Casa de Kildare

### Lords de Offaly
- Gerald FitzMaurice, I Lord de Offaly (c. 1150–1204)
- Maurice FitzMaurice FitzGerald, II Lord de Offaly (1194–1257), Justiciar de Irlanda
- Maurice Fitzgerald, III Lord de Offaly (1238–1286), Justiciar de Irlanda

### Condes de Kildare
- John FitzGerald, I conde de Kildare (1250–1316), ya IV Lord de Offaly, fue recompensado por servir a Edward Longshanks, Rey de Inglaterra en Escocia
- Thomas FitzGerald, II conde de Kildare (muerto 1328), hijo más joven y único superviviente) del primer conde.
  - John Fitzgerald (1314–1323), primogénito del II conde, fallecido en su niñez.
- Richard FitzGerald, III conde de Kildare (1317–1329), segundo hijo del II conde.
- Maurice FitzGerald, IV conde de Kildare (1318–1390), tercer y más joven hijo del II conde
- Gerald FitzGerald, V conde de Kildare (muerto 1410), hijo del IV conde
  - El 5.º Conde tuvo hijos, pero presumiblemente fallecieron antes que él
- John FitzGerald, VI conde de Kildare (de jure; d. 1427), hijo más joven del IV conde
- Thomas FitzGerald, VII conde de Kildare (muerto en 1478), hijo del VI conde
- Gerald Fitzgerald, VIII conde de Kildare (c. 1456–1513), "El gran Conde", primogénito del VII conde
- Gerald FitzGerald, IX conde de Kildare (1487–1534), "Joven Gerald", primogénito del VIII conde

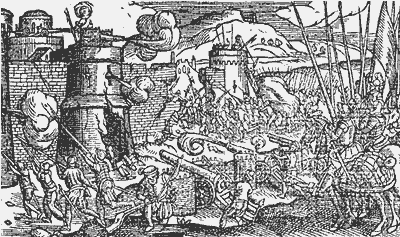
16.º-siglo woodcut de un ataque al Castillo de Dublín por "Silken Thomas", X conde de Kildare

- Thomas FitzGerald, X conde de Kildare (muerto 1537), "Silken Thomas", primogénito del IX conde, dirigió una insurrección en Irlanda y sus honores fueron retirados. Murió sin descendencia
- Gerald FitzGerald, XI conde de Kildare (1525–1585), el "Conde de Brujo", segundo hijo del IX conde, recibió una nueva creación en 1554, restaurándose los honores de su hermano en 1569
- Henry FitzGerald, XII conde de Kildare (1562–1597), segundo hijo del XI conde, muerto sin descendencia masculina
- William FitzGerald, XIII conde de Kildare (muerto 1599), tercero e hijo más joven del XI conde.
- Gerald FitzGerald, XIV conde de Kildare (muerto 1612), hijo mayor de Edward, él tercer y más joven hijo del IX conde
- Gerald FitzGerald, XV conde de Kildare (1611–1620), hijo único del XIV conde, muerto en la niñez
- George FitzGerald, XVI conde de Kildare (1612–1660), hijo de Thomas, él hermano más joven del XIV conde
- Wentworth FitzGerald, XVII conde de Kildare (1634–1664), hijo mayor del XVI conde
- John Fitzgerald, XVIII Conde de Kildare (1661–1707), hijo único del XVII conde, muerto sin descendencia superviviente
  - Henry Fitzgerald, Lord Offaly (1683–1684), hijo único del XVIII conde, muerto en la infancia
- Robert Fitzgerald, XIX conde de Kildare (1675–1744), hijo único de Robert, él hijo más joven del XVI conde
- James Fitzgerald, XX conde de Kildare (1722–1773) creado Marqués de Kildare en 1761
- Lettice Fitzgerald, Baronesa Offaly, suo jure (1580–1658)
- Lord Edward FitzGerald (1763–1798), revolucionario y aristócrata irlandés.
- Lady Edward Fitzgerald, conocida como "Pamela" (c. 1773–1831), esposa de Lord Edward Fitzgerald.

### Marqueses de Kildare (1761)
- James FitzGerald, Marqués de Kildare (1722–1773) creado Duque de Leinster en 1766

### Duques de Leinster, segunda Creación (1766)
Otros títulos: Marqués de Kildare (1761), Conde de Kildare (1316), Conde de Offaly (1761), Vizconde Leinster, de Taplow en el Condado de Buckingham (GB 1747) y Lord de Offaly (c. 1193–?)
- James FitzGerald, I duque de Leinster (1722–1773), hijo mayor del XIX conde
- William FitzGerald, II duque de Leinster (1749–1804), segundo hijo del I duque
  - George FitzGerald, Marqués de Kildare (1783–1784), primogénito del II duque, muerto en la infancia
- Augustus FitzGerald, III duque de Leinster (1791–1874), segundo hijo del II duque

Otros títulos (IV duque en adelante): Barón Kildare (Reino Unido 1870)
- Charles FitzGerald, IV duque de Leinster (1819–1887), primogénito del III duque
- Gerald FitzGerald, V duque de Leinster (1851–1893), primogénito del IV duque
- Maurice FitzGerald, VI duque de Leinster (1887–1922), primogénito del V duque, sin descendencia
- Edward FitzGerald, VII duque de Leinster (1892–1976), tercer hijo y el más joven del V duque
- Gerald FitzGerald, VIII duque de Leinster (1914–2004), único hijo legítimo del VII duque
- Maurice FitzGerald, IX Duque de Leinster (nacido 1948), primogénito del VIII duque
  - Thomas FitzGerald, Conde de Offaly (1974–1997), hijo único del IX duque, murió sin matrimonio en un accidente de tráfico.
  - El heredero presunto es el hijo más joven del VIII duque John FitzGerald (nacido 1952)

## Casa de Desmond
La línea de los Condes de Desmond se extinguió en el siglo XVII. Esta rama de la dinastía continúa sólo en sus lejanos parientes, los caballeros hereditarios de Irlanda.

### Barones Desmond (1259)
- John FitzThomas FitzGerald, I barón Desmond (muerto en 1261) (hijo de Thomas FitzMaurice FitzGerald)
- Thomas FitzMaurice Fitzgerald, II Barón Desmond (muerto en 1298) (nieto del anterior)
- Thomas FitzThomas FitzGerald, III Barón Desmond (1290–1307) (hijo del precedente)
- Maurice FitzThomas Fitzgerald, IV Barón Desmond (muerto en 1356) (hermano del anterior; creado conde de Desmond en 1329)

### Condes de Desmond, Primera creación (1329)

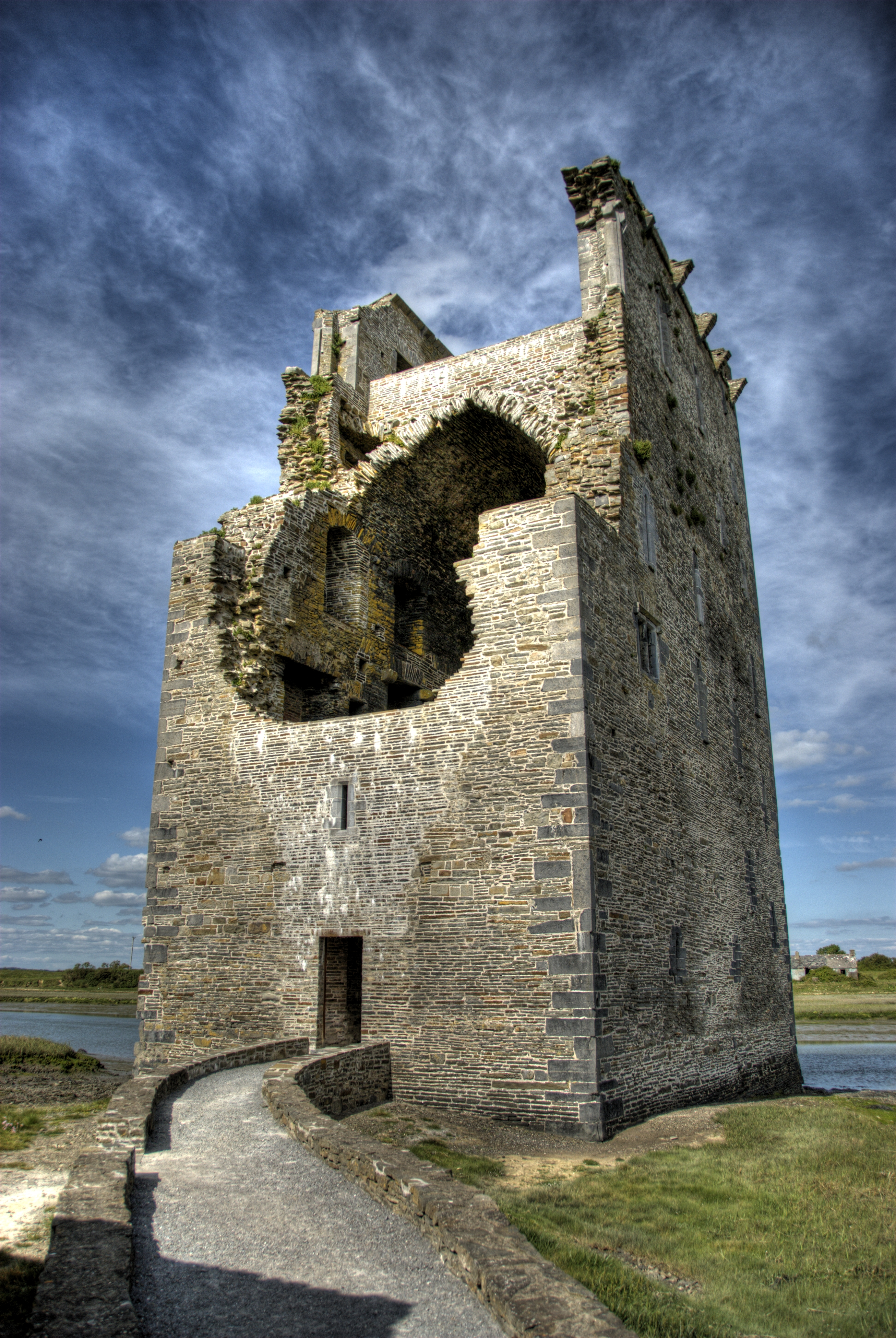
Carrigafoyle Casile, un baluarte Geraldine de Desmond durante la Segunda rebelión de Desmond, capturado por los ingleses en 1580

- Maurice FitzGerald, I conde de Desmond (muerto en 1356) (nueva creación)
- Maurice FitzGerald, II conde de Desmond (1336–1358) (hijo del precedente)
- Gerald FitzGerald, III conde de Desmond (muerto en 1398) (medio hermano del anterior)
- John Fitzgerald, IV conde de Desmond (muerto en 1399) (hijo del anterior)
- Thomas Fitzgerald, V conde de Desmond (c. 1386–1420) (hijo del anterior)
- James Fitzgerald, VI conde de Desmond (muerto en 1463) (el "Usurpador," tío paterno del anterior)
- Thomas Fitzgerald, VII conde de Desmond (muerto 1468) (hijo del anterior)
- James Fitzgerald, VIII conde de Desmond (1459–1487) (hijo del anterior)
- Maurice FitzGerald, IX conde de Desmond (muerto en 1520) (hermano del anterior)
- James FitzGerald, X conde de Desmond (muerto en 1529) (hijo del anterior)
- Thomas FitzGerald, XI conde de Desmond (1454–1534) (tío paterno del anterior)
- John FitzGerald, de facto XII conde de Desmond (muerto en 1536) (hermano del anterior, tío bauelo paterno de James FitzGerald, de jure XII Conde de Desmond)
- James FitzGerald, de jure XII conde de Desmond (muerto en 1540) (nieto de Thomas FitzGerald, XII conde de Desmond, sobrino nieto del anterior)
- James FitzGerald, XIV conde de Desmond (muerto  en 1558) (hijo de John FitzGerald, de facto XII conde de Desmond)
- Gerald FitzGerald, XV conde de Desmond (c. 1533–1583) (hijo del anterior - eliminado en 1582)

### XVI conde de Desmond, nombrado porHugh O'Neill(1598–1601)
- James FitzThomas FitzGerald el Sugán Conde, muerto en la Torre de Londres c.1607

### Condes de Desmond, Segunda creación (1600)
- James FitzGerald, I conde de Desmond (1571–1601) (conocido como el "Conde de la Torre de Desmond")

### Señores de Decies
- Gerald FitzGerald, III Lord Decies

### FitzMaurice De Kerry
Los estrechamente relacionados barones FitzMaurice y posteriormente Condes de Kerry continúan la línea mascualina con los actuales FitzMaurice Marqueses de Lansdowne, pero descienden del sobrino de John Fitzgerald, I barón Desmond, Thomas FitzMaurice, I barón Kerry, hijo de su hermano Maurice FitzThomas. Representan de hecho una "rama" hermana de los Fitzgerald de Desmond. Esto les hace técnicamente ligeramente más cercanos a los Fitzgerald de Desmond que cualquiera de las ramas de los geraldines de Offaly-Kildare-Leinster, representados por los actuales Duques de Leinster, que descienden de Gerald FitzMaurice, I Lord Offaly, tío del I barón Desmond.

### Caballeros hereditarios
Estos tres títulos de caballeros hereditarios fueron creados para su parentela por los Condes de Desmond, actuando como condes Palatinos.
- Caballero de Kerry (Caballero Verde) – el titular es Sir Adrian  Fitzgerald, VI Baronet de Valencia, XXIV Caballero de Kerry. Es también Caballero de Malta, y Presidente de la Asociación irlandesa de la Orden de Malta.
- Caballero de Glin (Caballero Negro) – durmiente (desde 2011)
- Caballero blanco (familia Fitzgibbon) – durmiente
  - Edmund FitzGibbon

## Orígenes cambro normandos

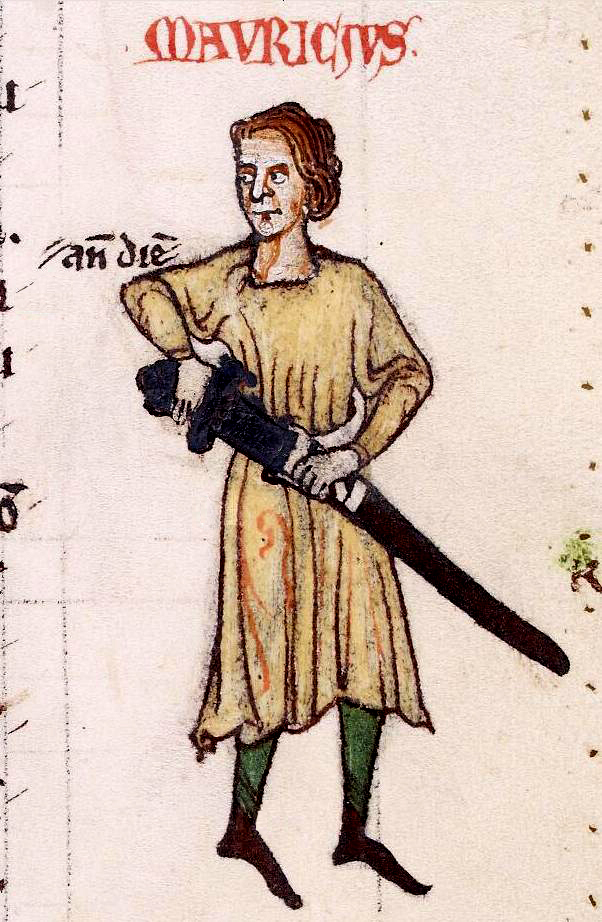
Maurice Fitzgerald, Señor de Lanstephan, progenitor de los geraldines irlandeses, de un manuscrito del Expugnatio Hibernica, un relato de la invasión de Irlanda de 1169 escrita por su sobrino, Gerald de Gales, en 1189.

El uso más antiguo del patronímico FitzGerald aparece con Raúl fitz Gerald el Chambelán, barón normando, chambelán de Normandía, tutor del futuro Guillermo el Conquistador y padre de Guillermo de Tancarville, conde de Tancarville y primer chambelán de Normandía y de Inglaterra después de la conquista Normanda. El antepasado epónimo de las distintas ramas FitzGerald, así como de las familias de Barry y FitzMaurice, fue Gerardo FitzWalter de Windsor, un aventurero normando que participó en la invasión del sur de Gales en 1093 tras la muerte en batalla de Rhys ap Tewdwr, último rey de Deheubarth. Gerardo era el hijo más joven de otro aventurero normando, Gualterio fitz Otho, condestable de Guillermo el Conquistador en el castillo de Windsor , así como guardabosques real de Berkshire. En el Domesday Book Gualterio fitz Otho aparece como un feudatario importante de tierras que antiguamente habían pertenecido a los ingleses conquistados de Berkshire, Buckinghamshire, Hampshire y Middlesex. Sus oficios y la mayoría de sus tierras pasaron a sus hermanos mayores Gerardo, Roberto, Mauricio y Guillermo, el mayor, antepasado de los condes de Plymouth, mientras que Gerardo heredó la propiedad de Moulsford, actualmente en Oxfordshire, cerca de Wallingford, donde su padre poseía un castillo vecino a las de otras poderosas autoridades normandas.
Ha habido varias afirmaciones sobre los antepasados de Gerardo: que su padre o abuelo eran barones sajones o florentinos; que su madre era una tal Gwladys ferch Ryall, o la «princesa» Gwladys ferch Gruffydd de Gwynedd, o la «princesa» Gwladys ferch Rhiwallon ap Cynfyn de Powys; que el abuelo era un tal Dominus Otherus, un noble toscano que descendía de un duque de Florencia llamado Cosme o Cosimus «Gherardini». Todas son erróneas. Según el Domesday, la madre de Gerardo era Beatriz; de hecho, Gwladys ferch Gruffydd o Gwladys ferch Rhiwallon fue su suegra. Es improbable que el Guillermo el Conquistador otorgara tierras a Gualterio en Berkshire, Buckinghamshire, Hampshire, Surrey y Middlesex, confiándole una fortaleza militar estratégica, si no hubiera sido un normando fiel y experimentado. En el Domesday consta que poseía 22 propiedades del rey en feudo. Las referencias al Dominus Cosmo o Cosimus, «duque de Florencia», deben considerarse invenciones que carecen totalmente de fuentes (además de que el ducado de Florencia no existió hasta el siglo XV, y los únicos duques que se llamaron Cosme fueron los Médici.)
La historia legendaria de Tomás, Gerardo y Mauricio, hijos de Gerardino, todavía existe y se ha estudiado:  eran miembros de la bien conocida familia Gherardini de Montagliari y abandonaron Florencia para unirse a Enrique II de Inglaterra en la conquista de Irlanda. Algunos historiadores piensan que dieron inicio a la rama Fitzgerald. Recientemente, una historia publicada en 2014 por «Sette», la revista semanal del Corriere della Sera italiano, se dedicó a los Gherardini de Montagliari y su relación con las familias FitzGerald y Kennedy. Según la revista, estas familias han mantenido una relación incluso en época reciente (por ejemplo con John Fitzgerald Kennedy en la Casa Blanca).
Nest ferch Rhys ap Tewdwr fue la hija del último rey del sur de Gales y de su mujer, Gwladys ferch Rhiwallon ap Cynfyn de Powys. Sus nietos, Mauricio FitzGerald, Raimundo el Gordo y Felipe de Barry fueron los líderes de la invasión normanda de Irlanda. El hijo de Nest y de su segundo marido, Roberto FitzStephen, también participó en dicha conquista, así como Guillermo de Hay, casado con una de las nietas de Gerardo y Nest. El nieto de esta (a través de su hijo con Enrique I de Inglaterra), Meiler FitzHenry, fue nombrado Gran Justicia de Irlanda por su primo Enrique II. El más famoso de los nietos de Gerardo y Nest, Gerardo de Gales, relató la invasión normanda así como descripciones vivas y valiosísimas de Irlanda y de Gales a finales del siglo XII.